# Білий геноцид (асиміляція)
Білий геноцид (вірм. սպիտակ ցեղասպանություն спітак цегаспанутюн) — термін, який вживають вірмени на позначення загрози асиміляції в діаспорі, особливо в Західному світі.
Наприкінці ХІХ і на початку ХХ століття вірмени, які проживали на землях своїх предків, що тоді входили до складу Османської імперії, зазнавали систематичного знищення. З 1894 по 1896 рік до 300 тис. вірмен було вбито під час гамідійської різанини. З 1915 по 1923 рік геноцид вірмен, відповідальність за який лягає на османську владу, забрав життя близько 1,5 млн вірмен.
Німецький політолог Крістоф Цюрхер пише у своїй книжці 2007 року «Пострадянські війни: повстання, етнічний конфлікт і національна спільність на Кавказі»: 
«Геноцид» став ключовим словом, яке мало кілька конотацій. «Білий» геноцид або «біла» різанина позначали репресії, асиміляцію або примусову міграцію вірмен з їхніх історичних земель (які були набагато більшими, ніж Радянська Вірменія і включали Карабах, а також території, що належать сучасній Туреччині).
Західні вірмени вважають вірмен, які асимілюються з місцевим населенням країни, куди вони в кінцевому підсумку змушені емігрувати (як-от США, Франція, Аргентина, Бразилія, Канада тощо), втраченими для своєї нації через безстрокове вигнання після фактичного геноциду і таким чином вважають втраченого вірменина черговою жертвою геноцидної спроби знищити вірмен.
Цей термін частина вірмен вживає також на позначення дискримінації вірмен у Нагірному Карабаху та Нахічевані, що примусило їх покинути там домівки. А дехто використовує його і відносно області Джавахетія в Грузії.